# Chen Yinke
Chen Yinke (陳寅恪, 3 juillet 1890 – 7 octobre 1969) est un historien chinois considéré comme l'un des plus créatifs et originaux du XXe siècle en Chine. Membre de l'Academia sinica, ses œuvres principales sont Esquisse d'un essai sur les origines des institutions Sui et Tang, Esquisse de l'histoire politique des Tang, et Biographie alternative de Liu Rushi.

## Biographie
Chen Yinke est né à Changsha au Hunan en 1890. Ses ancêtres viennent de Yining au Jiangxi (actuel xian de Xiushui) (Hakka). Son père, Chen Sanli, est un célèbre poète, l'un des « Quatre gentilshommes » de la réforme des Cent Jours.
Enfant, Chen Yinke est scolarisé dans une école privée de Nankin, et a une fois comme professeur le sinologue Wang Bohang. Sa famille a une longue tradition des études classiques, et Chen les apprend ainsi dès son plus jeune âge, en histoire, et en philosophie. En 1902, il se rend au Japon avec son frère aîné Chen Shizeng (en) pour étudier à la Kobun Gakuin de Tokyo, où étudient d'autres Chinois comme Lu Xun. En 1905, il est forcé de rentrer en Chine à cause du béribéri, et étudie à l'école publique Fudan à Shanghai.
En 1910, il obtient une bourse pour aller étudier à l'université de Berlin, puis à l'université de Zurich et à l'Institut d'études politiques de Paris. Il revient en Chine en 1914 en raison de la Première Guerre mondiale.
Durant l'hiver 1918, il obtient une autre bourse officielle du Jiangxi pour aller étudier de nouveau à l'étranger. Il apprend le sanskrit et le pali à l'université Harvard auprès de Charles Rockwell Lanman (en). Il rencontre sur place Wu Mi (en) qui étudie la littérature auprès d'Irving Babbitt (en) et deviennent amis.
En 1921, il revient à l'université de Berlin pour étudier les langues orientales auprès de Heinrich Lüders (de), les langues d'Asie centrale auprès de Friedrich Max Müller, et le mongol auprès d'Erich Haenisch (de). Il acquiert des connaissances en tibétain, mandchou, japonais, anglais, français, allemand, turc, tangoute, latin, et grec. Sa maîtrise du sanskrit et du pali est particulièrement remarquable. Xia Zengyou lui dit un jour : « C'est une bonne chose pour toi d'être capable de lire des livres étrangers. Je ne connais que le chinois et je n'ai plus rien à lire après avoir fini les livres chinois ».
En mars 1925, il revient en Chine et, alors que Wu Mi est nommé chargé de l'institut des études Guoxue de l'école Tsinghua, il accepte l'invitation de devenir superviseur de l'institut avec Wang Guowei, Liang Qichao et Zhao Yuanren. En 1928, l'école Tsinghua devient une université et Chen est employé comme professeur de chinois dans les départements de littérature et d'histoire, tout en enseignant à l'université de Pékin. Il épouse Tang Yun, la petite-fille de Tang Jingsong, l'ancien gouverneur de la république de Formose, en été 1928. Durant cette période, il donne principalement des conférences sur des traductions de textes bouddhistes, des documents historiques de la dynastie Jin, des dynasties du Nord et du Sud, Sui, Tang, et mongols. Il devient également membre adjoint du conseil de l'academia Sinica, chercheur et directeur du département n°1 de l'institut d'histoire et de philosophie, membre du conseil du musée national du Palais, et membre du comité sur les documents de la dynastie Qing. Parmi ses étudiants se trouvent Zhou Yiliang et Yang Lien-sheng (en).
Avec le début de la seconde guerre sino-japonaise en 1937, Chen part pour l'université nationale associée du Sud-Ouest à Kunming au Yunnan, donnant des conférences sur l'histoire de la dynastie Jin, des dynasties du Nord et du Sud, Sui et Tang, et sur la poésie de Yuan Zhen et Bai Juyi.
En 1939, l'université d'Oxford lui offre une place de professeur d'histoire chinoise. Il part pour Hong Kong en septembre 1940 dans son voyage pour rejoindre le Royaume-Uni, mais est forcé de revenir à Kunming en raison des combats. En 1941, il devient professeur invité à l'université de Hong Kong et enseigne l'histoire des Sui et des Tang. Les Japonais occupant la colonie britannique fin 1941, il conduit des recherches en histoire depuis chez lui et rédige Une brève introduction de l'histoire politique de la dynastie Tang. En juillet 1942, Chen part pour Guilin enseigner à l'université du Guangxi. Plus tard en décembre 1943, il se rend à Chengdu pour enseigner à l'université Yenching. Il est finalement employé par l'université Tsinghua une nouvelle fois en 1946.
Il commence à enseigner à l'université Lingnan (en) de Guangzhou fin 1948. En raison d'une restructuration nationale des universités et collèges, l'université Lingnan est fusionnée avec l'université Zhongshan en 1952. Chen Yinke enseigne l'histoire des Jin, des dynasties du Nord et du Sud, des Tang, et du yuefu (poésie des Tang). En 1953, il commence l'écriture d'une biographie de Liu Rushi, une investigation en profondeur dans la poésie et les activités de l'artiste, une célèbre courtisane de la fin de la dynastie Ming et du début de la dynastie Qing. Il termine ce dernier travail d'importance en 1964 avant de devenir totalement aveugle. Il devient le vice-président de l'institut central de recherche de culture et d'histoire (en) en juillet 1960.
Chen est persécuté durant la révolution culturelle en raison de ses liens avec le disgracié Tao Zhu. Les salaires de sa femme et lui sont confisqués par les gardes rouges. Pendant quelque temps, il est forcé d'écrire des déclarations de ses opinions politiques : « Je n'ai jamais fait quoi que ce soit de néfaste au peuple chinois de ma vie. J'ai été professeur pendant 40 ans, enseignant et écrivant, mais jamais utilisé (par le Kuomintang) ». Sa collection de livres et de manuscrits est dérobée. Il meurt à Guangzhou en 1969.

## Recherche idéologique

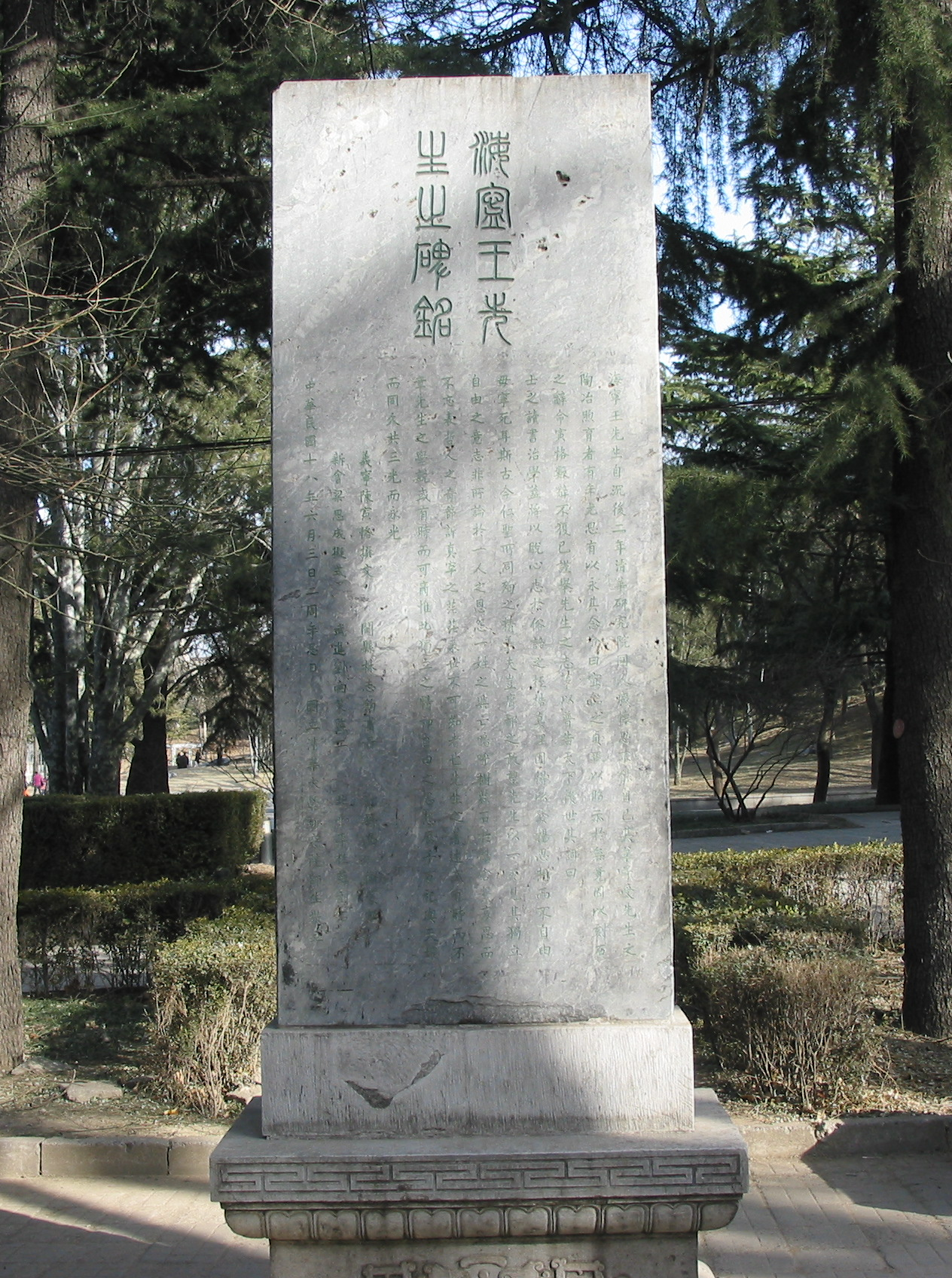
Monument honorifique de Wang Guowei dont le texte est écrit par Chen Yinke : « Pensées de liberté, esprits d'indépendance » (extrait).

Dans les années 1920, Chen Yinke insiste sur le fait que la recherche doit être des « pensées de liberté, et des esprits d'indépendance ». En 1953, il est désigné comme directeur du second département de l'institut d'histoire de l'académie chinoise des sciences. Il demande deux choses dans sa Réponse à l'académie chinoise des sciences le 1er décembre. La première est que l'« institut d'histoire chinoise semi-ancienne soit exempt des doctrines marxistes, ainsi que des conférences politiques ». La seconde est « une lettre d'approbation de Mao Zedong ou Liu Shaoqi, comme protection ». Il explique que « Mao, la plus haute autorité politique, et Liu, la plus haute autorité du Parti, doivent être en accord avec moi sur le sujet, toute recherche académique est autrement hors de question ». Il n'assume finalement pas le poste, continuant de travailler à l'université Zhongshan. L'incident n'est pas révélé au public avant les années 1980.

## Œuvres
- Chen Yinke Wei Jin Nan Bei Chao Shi Yan Jiang Lu (Conférences d'histoires des Wei, des Jin, et des dynasties du Nord et du Sud)
- Sui Tang Zhi Du Yuan Yuan Lue Lun Gao (Brève introduction aux origines des institutions des dynasties Sui et Tang)
- Tang Dai Zheng Zhi Shi Lun Shu Gao (Brève introduction à l'histoire politique de la dynastie Tang)
- Yuan Bai Shi Jian Zheng Gao (Critique des poèmes de Yuan Zhen et Bai Juyi)
- Lun Zai Sheng Yuan (Sur Zai Sheng Yuan)
- Liu Ru Shi Bie Zhuan (Biographie non officielle de Liu Rushi)
- Jin Ming Guan Cong Gao Chu Bian (Écrits sur Jin Ming Guan, Vol. 1)
- Han Liu Tang Ji
- Chen Yin Ke Xue Shu Wen Hua Sui Bi (Essais sur la culture et l'académie de Chen Yinke)
- Chen Yin Ke Wen Ji (Collection de Chen Yin Ke)
- Chen Yin Ke Ji (Corpus de Chen Yin Ke)
- Jin Ming Guan Cong Gao Er Bian (Écrits sur Jin Ming Guan, Vol. 2)